# Jewa Nejman
Jewa Nejman, zapisywane również jako Eva Neymann (ukr. Єва Нейман; ur. 21 czerwca 1974 w Zaporożu) – ukraińsko-niemiecka reżyserka filmowa i scenarzystka.

## Życiorys
Studiowała na Wydziale Psychologii i Pedagogiki Społecznej w Zaporoskim Uniwersytecie Narodowym. Jej rodzice oraz dziadkowie pochodzili z Odessy.
W 1993 wyemigrowała do Niemiec. W latach 1997–2006 kształciła się w Niemieckiej Akademii Filmu i Telewizji w Berlinie. W 2000 odbyła staż reżyserski u Kiry Muratowej podczas prac nad filmem Ludzie drugiej kategorii (2001).
W 2007 Jewa Nejman wypuściła swój pierwszy film fabularny – Przy rzece, który został wyprodukowany przez Odeską Wytwórnię Filmową i zaprezentowany na Międzynarodowym Festiwalu Filmowym w Moskwie. Był to pierwszy film ukraińskiej produkcji pokazany na tym festiwalu od 1991. W 2008 obraz nagrodę krytyków na CineFest Miskolc International Film Festival w, Nagrodę Ministerstwa Spraw Zagranicznych Niemiec na festiwalu GoEast, a także Nagrodę Srebrnego Grona na 37. Lubuskim Lecie Filmowym.
Kolejny film, Pieśń nad pieśniami (2015), oparty na lirycznym utworze Szolema Alejchema, zdobył nagrodę za najlepszy film na Odeskim Międzynarodowym Festiwalu Filmowym.

## Wybrana filmografia

### Reżyseria
- Wsio po-staromu (2004)
- Wege Gottes (2006)
- Przy rzece (2007)
- Dom z baszenką (2012)
- Pieśń nad pieśniami (2015)
- Koli nad moriem spałachuje błyskawka (2025)

### Scenariusz
- Wsio po-staromu (2004)
- Przy rzece (2007)
- Dom z baszenką (2012)
- Pieśń nad pieśniami (2015)